# Obec přátelská rodině
Obec přátelská rodině je soutěž, kterou každoročně od roku 2008 vyhlašuje Ministerstvo práce a sociálních věcí České republiky. Vznikla z iniciativy Rodinný svaz ČR (dříve Asociace center pro rodinu) a Sítě pro rodinu, kteří jsou spoluvyhlašovateli ve spolupráci se Stálou komisí pro rodinu a rovné příležitosti Poslanecké sněmovny Parlamentu ČR. Soutěž má za cíl podpořit a zviditelnit obce, které podporují prorodinné a proseniorské aktivity ke zlepšení komunitní atmosféry v obcích ČR.
Spolupracujícími organizacemi jsou Svaz měst a obcí ČR, Sdružení místních samospráv ČR a Rada vlády pro seniory a stárnutí populace.
Přihlášené obce či městská část soutěží v 6 kategoriích podle velikosti (počtu obyvatel). Obce, které se umístí na prvních třech místech v každé kategorii získávají dotaci pro další rozvoj těchto aktivit. Obec, která se umístí na některém z oceněných míst se může zúčastnit soutěže až třetí rok od doby, kdy ukončily čerpání takto získané neinvestiční dotace.
Podpořeny mohou být aktivity, které mají preventivní a podpůrný charakter, přispívají k bezproblémovému fungování rodin a komunity, posilují její stabilitu a soudržnost, zkvalitňují rodinné i sousedské vztahy, přispívají k harmonizaci pracovního a soukromého života, předcházejí ohrožení rodin a posilují jejich stabilitu a soudržnost, předcházejí sociálnímu vyloučení a podporují aktivní, smysluplný a důstojný život seniorů v jejich vlastním sociálním prostředí, rozvoji pečovatelských kompetencí u všech generací a k rozvoji dobrovolnictví na komunitní úrovni s cílem podpořit participaci rodin, členů rodin a seniorů v místní komunitě. Podporované aktivity a opatření bezprostředně reagují na potřeby rodin a seniorů v místě, kde žijí a mohou být zacíleny také na rozvoj rodinné politiky a politiky stárnutí na komunální úrovni. Mezi podpořené aktivity patří taktéž realizace auditu přátelského rodině a seniorům. V rámci soutěže je rovněž hodnocena spolupráce obce s nestátními neziskovými organizacemi na podporu rodiny a seniorů a dalšími aktéry v této oblasti.
Podpořeny nebudou aktivity, které jsou žadatelem realizovány dlouhodobě, nejsou inovativní a které nenaplňují výše popsané podmínky (např. vítání občánků) a současně aktivyty ve smyslu zákona č. 108/2006 Sb., o soc. službách, ve znění pozdějších předpisů.
Zdroj: Metodika Soutěž Obec přátelská rodině a seniorům, 09/2024

## Výsledky

### 2008
do 500 obyvatel
1. Dub u Prachatic
2. Hrušovany u Chomutova
3. Babice

501 – 3000 obyvatel
1. Darkovice
2. Vikýřovice
3. Hlohovec

3001 – 10000 obyvatel
1. Dobříš
2. Jablonné nad Orlicí
3. Kostelec nad Orlicí

10 001 – 50 000 obyvatel
1. Jablonec nad Nisou
2. Vsetín
3. Chrudim

nad 50 000 obyvatel
1. Brno
2. Havířov
3. Hradec Králové

### 2009
do 500 obyvatel
1. Hrušovany
2. Chvalovice
3. Josefov

501 – 2 000 obyvatel
1. Lysice
2. Kamýk nad Vltavou
3. Zbraslav

2 001 – 5 000 obyvatel
1. Police nad Metují
2. Český Dub
3. Nové Hrady

5 001 – 10 000 obyvatel
1. Tišnov
2. Nové Město nad Metují
3. Dubí

10 001 – 50 000 obyvatel
1. Hodonín
2. Litoměřice
3. Vsetín

50 001 a více obyvatel
1. Hradec Králové
2. Most
3. Havířov

### 2010
do 500 obyvatel
1. Babice

501 – 2 000 obyvatel
1. Lány
2. Hrotovice
3. Pavlovice u Přerova

2 001 – 5 000 obyvatel
1. Jablonné nad Orlicí
2. Velké Pavlovice

5 001 – 10 000 obyvatel
1-2 místo Dobříš a Kojetín
10 001 – 50 000 obyvatel
1. Rychnov nad Kněžnou
2. Valašské Meziříčí
3. Chrudim a Třebíč

50 001 a více obyvatel
1. Brno-střed
2. Poruba